# 快蛸
快蛸（学名：Ocythoe tuberculata）为快蛸科快蛸属唯一的种。分布于日本群岛南部、新西兰、加里福尼亚、南非、马德拉群岛、亚速尔群岛、地中海、巴哈马群岛、小安的列群岛、罗得岛海域，包括南海等海域，生活环境为海水，常见于大洋上层或表层。该物种的模式产地在大西洋。